# White pudding

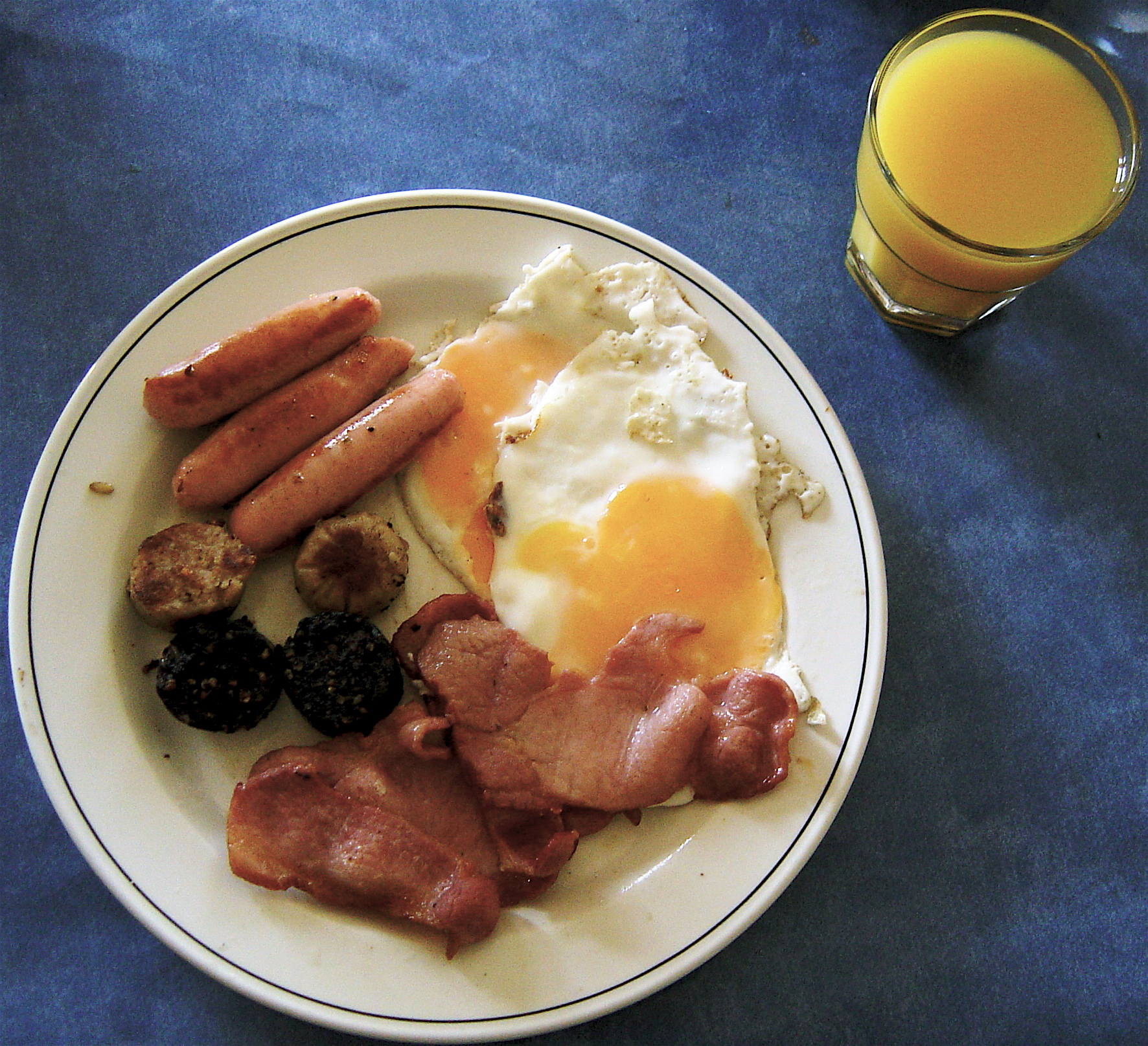
Típico desayuno irlandés compuesto de salchichas, black pudding y white pudding, beicon así como huevo frito, servido todo ello con zumo de naranja.

White pudding o Oatmeal Pudding (en ingl.: pudin blanco o  pudin de harina de avena) es un plato popular compuesto de carne de cerdo, manteca, pan y avena al que se le da forma de salchicha alargada. Las variedades más antiguas de la salchicha a menudo llevaban sesos de oveja como aglutinante.
Es muy similar al black pudding (morcilla), pero no incluye sangre en su elaboración.
Es muy popular en las gastronomías de Escocia, Irlanda y Terranova así como en las de Devon y Cornualles, donde se elabora un muy conocido Hog's pudding.

## Variaciones
En Escocia al "white pudding" se le conoce como "mealy Pudding" y consiste en manteca de cerdo, avena, cebollas y especias.
Existen también algunas versiones del 'white pudding' escocés para veganos, en las que no hay grasa animal y se emplea en su lugar aceites vegetales.

## Servir
El 'pudding' puede servirse entero, o cortado en rodajas y posteriormente frito. El 'white pudding' es un ingrediente característico del tradicional desayuno irlandés. El 'white pudding' (así como la versión negra, existe la roja) se sirve cortado en las tiendas chip shops en Escocia como una alternativa al pescado (véase fish and chips). Cuando se sirve de esta forma, acompañada de patatas fritas se la conoce como White Pudding Supper. En Escocia se la considera un compañero tradicional del mince and tatties.